# Route nationale 194
La route nationale 194 ou RN 194 était une route nationale française reliant successivement Bastia à Saint-Florent de 1836 à 1933, Sartène au col de la Serra de 1933 à 1972 et finalement elle constituait l'accès nord d'Ajaccio en évitant le détour par l'aéroport.

## Histoire

### Entre Bastia et Saint-Florent
Classée par la loi du 25 mai 1836, la route nationale 194 reliait Bastia à Saint-Florent. En 1933, elle a été intégrée à la RN 199.

### Entre Sartène et le col de la Serra
En 1933, le nom de RN 194 a ensuite été attribuée à la route reliant Sartène au Col de la Serra, sur la RN 193, au sud de Vivario. Cette route a précédemment été numérotée route nationale 196Bis ; elle a été créée par décret du 28 août 1862. À la suite de la réforme de 1972, la RN 194 a été déclassée en RD 69.

### Entre Ajaccio et Sarrola-Carcopino
Le nom de RN 194 a ensuite été attribuée à la route d'Ajaccio à Sarrola-Carcopino, sans passer par l'aéroport. En 2014, la RN 194 est devenue route territoriale 22.

## Itinéraire de l'ancienne RN 194 de Sartène au col de la Serra
- Sartène (km 0)
- Loreto-di-Tallano (km 17)
- Aullène (km 35)
- Col de la Vaccia
- Zicavo (km 61)
- Cozzano (km 65)
- Col de Verde, 1 289 m.
- Ghisoni (km 99)
- Col de Sorba, 1 311 m.
- Col de la Serra (km 117).